# أبو عبد الرحمن السلمي النيسابوري
أبو عبد الرحمن السلمي، هو محمد بن الحسين بن محمد بن موسى بن خالد بن سالم بن زاوية بن سعيد بن قبيصة بن سراق الأزدي، السلمي الأم، أبو عبد الرحمن النيسابوري، الصوفي، صاحب التصانيف. ولد 10 جمادى الآخرة سنة 325 هـ في نيسابور.

## شيوخه
- الدارقطني
- أبو بكر الصبغي.
- أبو عبد الله بن الأخرم.
- الحسين بن محمد بن موسى.
- أبو عبد الله الصفار.
- أبو العباس الأصم.
- محمد بن يعقوب الحافظ.
- أبو إسحاق الحيري.
- أبو جعفر الرازي.
- أبو الحسن الكارزي.
- أبو الحسن الطرائفي.
- أبو الوليد حسان.
- يحيى بن منصور القاضي.
- أبو سعيد بن رميح.
- أبو بكر القطيعي.
- أحمد بن علي بن حسنويه المقرئ.
- أبو طهير عبد الله ابن فارس العمري البلخي.
- سعيد بن القاسم البردعي.

## تلاميذه
- زين الإسلام القشيري.
- أبو سعيد بن رامش.
- أبو بكر بن زكريا.
- أبو صالح المؤذن.
- أبو بكر بن خلف.
- محمد بن إسماعيل التفليسي.
- أبو نصر الجوري.
- علي بن أحمد المديني.
- محمد بن يحيى المزكي.
- أبو بكر البيهقي.
- القاسم بن الفضل الثقفي.

## أقوال العلماء فيه
- قال الذهبي: الإمام الحافظ، المحدث شيخ خراسان، وكبير الصوفية.
- قال عبد الغافر الفارسي في «سياق التاريخ»: أبو عبد الرحمن شيخ الطريقة في وقته، الموفق في جميع علوم الحقائق، ومعرفة طريق التصوف، وصاحب التصانيف المشهورة العجيبة، ورث التصوف من أبيه وجده، وجمع من الكتب ما لم يسبق إلى ترتيبه؛ حتى بلغ فهرس كتبه المائة أو أكثر، حدث أكثر من أربعين سنة قراءة وإملاء، وكتب الحديث بنيسابور ومرو والعراق والحجاز.
- قال الخشاب: كان مرضياً عند الخاص والعام، والموافق والمخالف، والسلطان والرعية، في بلده وفي سائر بلاد المسلمين، ومضى إلى الله كذلك، وحبب تصانيفه إلى الناس وبيعت بأغلى الأثمان، وقد بعتُ يوماً من ذلك -على رداءة خطي- بعشرين ديناراً وكان الشيخ ببغداد حياً.
- ذكره الخطيب، فقال: محله كبير، وكان مع ذلك صاحب حديث، مجوداً، جمع شيوخاً وتراجمَ وأبواباً، وعمل دويرة للصوفية، وصنف سنناً وتفسيراً.
- وأفرد له أبو سعيد محمد الخشاب ترجمة في جزء، فقال: له رحلة إلى العراق، ابتدأ بالتصنيف سنة نيف وخمسين وثلاثمائة، وصنف في علوم القوم سبعمائة جزء، وفي أحاديث النبي صلى الله عليه وسلم من جمع الأبواب والمشايخ وغير ذلك ثلاثمائة جزء، وكانت تصانيفه مقبولة.

## مصنفاته

كتاب الأربعون في التصوف للشيخ محمد بن الحسين السلمي، تحقيق: كمال الحوت.

- أمثال القرآن.
- مقامات الأولياء.
- تفسير السلمي.
- تاريخ أهل الصفوة.
- الأربعون في التصوف.
- الإخوة والأخوات من الصوفية.
- طبقات الصوفية.
- آداب التعازي.
- آداب الصوفية.
- آداب الصحبة.

## وفاته
توفي السلمي في 3 شعبان سنة 412 هـ، بنيسابور، وكانت جنازته مشهودة.